# Paola Giometti
Paola Giometti (São Paulo, 7 de dezembro de 1983) é uma escritora e pesquisadora brasileira.
Escreve principalmente nos gêneros de Fantasia e Young adult. Foi considerada a escritora mais jovem do Brasil, aos 11 anos, ao ter seu livro, Noite ao Amanhecer, publicado por Cassandra Rios. Em 2019, seu livro O Chamado dos Bisões foi leitura recomendada pelo Zoológico de São Paulo por seu conteúdo relacionado à biologia e à migração destes animais.

## Biografia
Paola nasceu na cidade de São Paulo, em 1983. Estudou biologia na Universidade Metodista de São Paulo e obteve um mestrado e doutorado em farmacologia pela Universidade Federal de São Paulo. Sua carreira como escritora começou aos 11 anos, em 1994, quando publicou Noite ao Amanhecer. Escreveu mais três livros e organizou várias coletâneas de contos. Seu segundo livro foi O Destino do Lobo, lançado pela Giz Editorial, em 2014. Junto de O Código das Águias e O Chamado dos bisões, este livro compõe a saga Fábulas da Terra, publicadas pela Elo Editorial, em 2020. Na sua escrita é possível encontrar sua experiência acadêmica, onde há descrições que se aproximam ao máximo da experiência natural real.
Em 2018, pela Editora Lendari, Paola publicou Drako e a Elite dos Dragões Dourados, que fala sobre auto-estima, pessimismo e amizade. Em julho de 2020, foi lançado seu sexo livro, Symbiosa e a Ameaça no Ártico, pela Elo Editorial.
Paola foi indicado ao International Recognition Award for Brazilian Literature 2020, da Focus Brasil NY, entregue durante a World Meeting of Brazilian Literature, entre 9 e 12 de setembro de 2020. Também recebeu prêmio da Embaixada Brasileira em Oslo, por suas contribuições à literatura. Seu primeiro livro em inglês será a tradução de O Destino do Lobo, The Destiny of the Wolves, a ser publicado em 2021.
Inspirada na situação atual do Brasil perante a crise causada pela pandemia, Paola lançou o jogo de RPG President Evil, com download gratuito. Em setembro de 2021, Paola foi a primeira brasileira a participar de um campeonato de videogames no norte da Noruega.
Em 2021, seu livro The Destiny of the Wolves ganhou o Literary Titan Golden Book Awards. Em março, lançou em espanhol o livro La Señora de la Tundra, pela Editorial Caligrama.
A autora atualmente vive em Tromsø, na Noruega.